# Eberhard Barnstorff

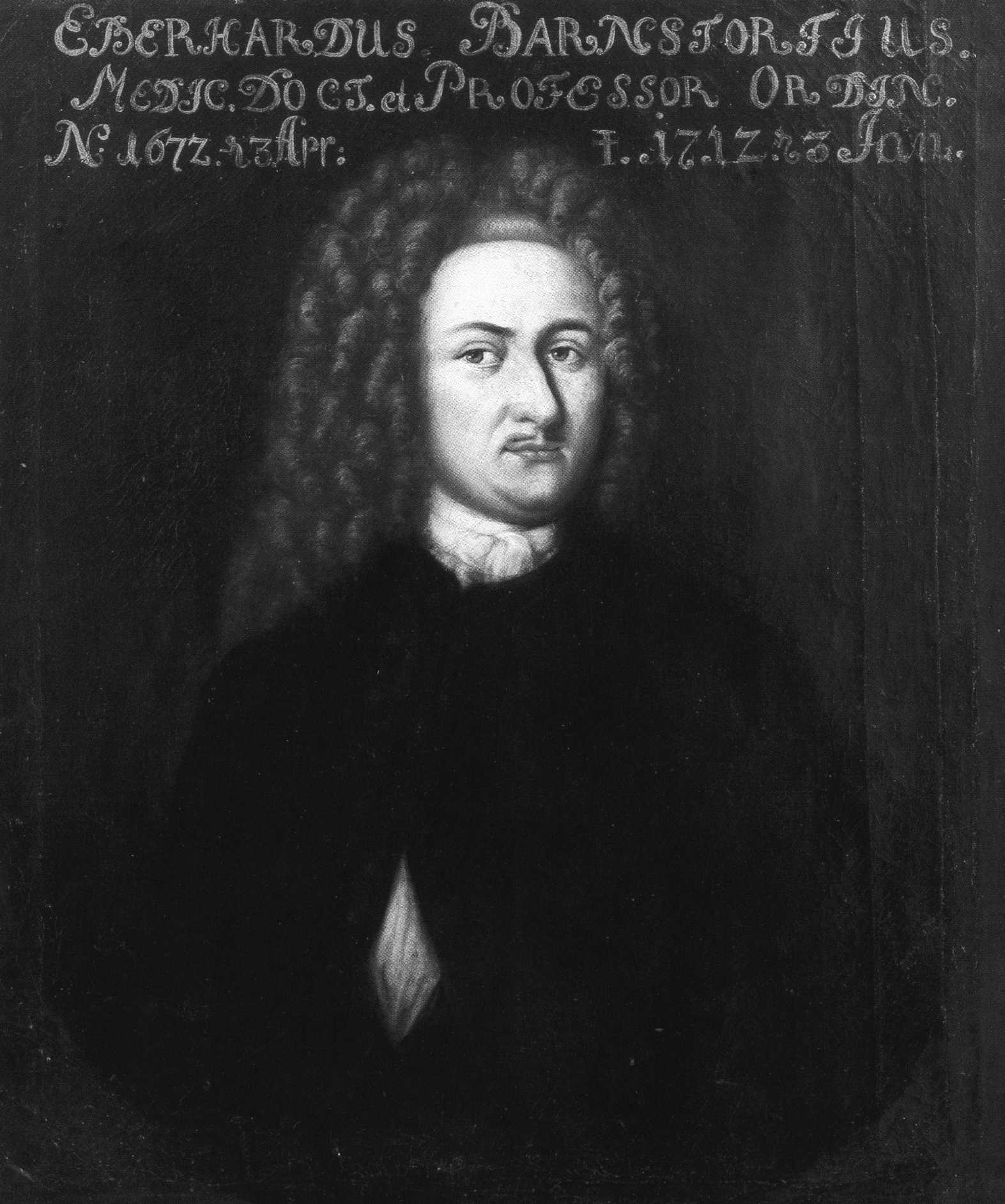
Bildnis Eberhard Barnstorff (von Johann Pieron um 1737)

Eberhard Barnstorff (* 24. April 1672 in Rostock; † 3. Januar 1712 in Greifswald) war ein deutscher Mediziner. Er war Professor der Medizin und Stadtphysicus in Greifswald.

## Leben
Der Sohn des Rostocker Arztes und Professors Bernhard Barnstorff (1645–1704) studierte an der Universität Helmstedt bei Heinrich Meibom, an der Universität Jena bei Ernst Heinrich Wedel (1671–1709) und Johann Adrian Slevogt, in Leipzig bei Günther Christoph Schelhammer und Johannes Bohn sowie in Halle bei Georg Ernst Stahl. In Halle wurde er 1696 zum Doktor der Medizin promoviert. In den folgenden zwei Jahren hielt er in Halle Vorlesungen in Mathematik und Medizin. 1698 ließ er sich in Wismar als praktischer Arzt nieder. 1699 wurde er zum Stadtphysicus von Anklam ernannt.
Von dort ging er 1703 nach Greifswald, wo er als Nachfolger von Matthäus Clemasius ordentlicher Professor der Medizin und Stadtphysicus wurde. Aus gesundheitlichen Gründen konnte er die Stelle erst im folgenden Jahr antreten. 1707 war er Rektor der Universität Greifswald.

## Schriften (Auswahl)
- De amputatione membrorum sphacelatorum eorumque secura medela. Halle 1696.
- Consilium Præservatorium, Oder Wolgemeinte jedoch unvorgreiffliche Gedancken / Wie man sich bey grassirender und herum schleichender Pestilentzialischen Contagion Zu verhalten und zu verwahren habe. Greifswald 1709.